# Aliyah (Wrestlerin)
Nhooph Al-Areebi (* 23. November 1994 in Toronto, Ontario, Kanada) ist eine kanadische Wrestlerin. Sie steht derzeit bei WWE unter Vertrag und tritt regelmäßig in deren Show SmackDown auf.

## Wrestling-Karriere

### Free Agent (2013–2015)
Al-Areebi kämpfte als Free Agent unter dem Ringnamen Jasmin Areebi und debütierte im Januar 2013 in Toronto für Squared Circle Wrestling. Sie rang für eine Vielzahl von Promotions in Kanada und den USA, darunter die Pure Wrestling Association, Absolute Intense Wrestling und New England Championship Wrestling.

### World Wrestling Entertainment (seit 2015)
Am 17. März 2015 wurde berichtet, dass Al-Areebi einen Entwicklungsvertrag mit der WWE unterzeichnet hatte. Dies wurde von WWE am 13. April bestätigt. Sie hatte ihren ersten Auftritt beim NXT TakeOver: Unstoppable Event am 20. Mai, als sie Tyler Breeze zum Ring begleitete. Sie gab ihr In-Ring-Debüt am 20. Juni während eines NXT Live Events. Im Oktober erhielt sie den Ringnamen Aliyah.
Aliyahs Fernsehdebüt fand am 13. Januar 2016 in der Folge von NXT statt, in der sie an einer Battle teilnahm. In der NXT-Folge vom 27. April nahm Aliyah an ihrem ersten Singles Match im Fernsehen teil, bei dem sie gegen Carmella verlor. Gegen Ende des Jahres debütierte Aliyah mit neuem Ring Gear und neuer Entrance Musik und besiegte Billie Kay.
Am 3. Januar 2017 trat Aliyah zum ersten Mal im Main Roster auf, als sie bei SmackDown Live erschien, wo sie gegen Carmella verlor. Während des gesamten Jahres 2018 verlor Aliyah weiterhin gegen verschiedene Gegnerinnen wie Lacey Evans, Ember Moon und Kairi Sane. Nach einiger Zeit kehrte Aliyah am 13. Februar 2019 zurück, als sie Taynara Conti bei NXT besiegte. Mitte November trat Aliyah in einer Folge von WWE NXT an und verlor gegen Xia Li. Hierbei wurde sie verletzt, weshalb sie sich einer Nasenoperation unterziehen musste.
Aliyah kehrte 2020 bei der NXT-Ausgabe vom 25. März zurück, wo sie gegen Io Shirai verlor. Stone schloss sich in der NXT-Folge vom 17. Juni offiziell mit Aliyah zusammen, nachdem er ihr geholfen hatte, einen Sieg über Xia Li zu erringen. Aliyah und Stone fehdeten dann gegen Rhea Ripley, jedoch verloren sie diese Fehde.
Am 1. Oktober 2021 wurde sie beim WWE Draft zu SmackDown gedraftet. Sie war ein Teil des Survivor Series Team von SmackDown, jedoch wurde sie von Sonya Deville am 12. November 2021 aus dem Team genommen.
Am 29. August 2022 gewann sie zusammen mit Raquel González die WWE Women’s Tag Team Championship, hierfür besiegten sie Dakota Kai und Iyo Sky in einem Turnierfinale um die vakanten Titel zu gewinnen. Die Regentschaft hielt 14 Tage, sie verloren die Titel am 12. September 2022 an Dakota Kai und Iyo Sky.

## Titel und Auszeichnungen
- Ground Xero Wrestling
  - GXW Women's Championship (1×)

- Great Canadian Wrestling
  - GCW Women's Championship (1×)

- Impact Pro Wrestling
  - IPW Women's Championship (2×)

- New England Championship Wrestling
  - World Women's Wrestling Championship (1×)

- Queens of Chaos

World Queens of Chaos Championship (1×)
- Pure Wrestling Association
  - PWA Women's Championship (1×)

- Southland World Wrestling
  - SWW Laddies Championship (1×)
  - SWW Women's Championship (2×)

- World Wrestling Entertainment
  - WWE Women’s Tag Team Championship (1× mit Raquel González)